# Sonic Prime
«Соник Прайм» (англ. Sonic Prime) — мультсериал канадо-американского производства, основанный на серии видеоигр Sonic the Hedgehog. Это второй мультсериал в истории медиафраншизы после Sonic Boom, выполненный целиком с помощью 3D-графики. Его созданием занимается американское подразделение Sega совместно с WildBrain, Man of Action Entertainment и Netflix Animation. Премьерный показ состоялся 15 декабря 2022 года эксклюзивно на стриминговом сервисе Netflix. На данный момент известно о планах выпуска 24 серий в первом сезоне. Показ 1 серии Sonic Prime состоялся в игре Sonic Speed Simulator в Roblox.
Вскоре после анонса мультсериала сценарист Man of Action Entertainment Дункан Руле заявил, что Sonic Prime будет основываться уже на существующей вселенной Соника, созданной Sega, а не на своей собственной. Позднее продюсер Sonic Team Такаси Иидзука заявил, что действия Sonic Prime будут происходить в тех же условиях, что и в играх, и что в мультсериале будет представлен современный Соник. Во втором сезоне, вышедшем 13 июля 2023 года, был представлен альтернативный Метал Соник, а в последнем третьем сезоне, вышедший в 2024 году, были представлены тёмные варианты друзей Соника, наряду с Метал Соником.
15 декабря вышли 8 серий Sonic Prime, за один день.

## Синопсис
Во время битвы с доктором Эггманом Соник разбивает Призму Парадокса — хрустальный артефакт, способный искажать реальность, который разрушает вселенную и создает «Осколочную вселенную», мультивселенную альтернативных измерений, называемых «Осколочные миры», каждое из которых сформировано одним из осколков Призмы и населен альтернативными версиями друзей Соника (Тейлз, Наклз, Эми, Руж и Биг).

## Серии

### 1 сезон
1. «На осколки» (англ. Shattered) −1 5 декабря 2022
2. «Попались» (англ. The Yoke’s On You) — 15 декабря 2022
3. «Побег из города» (англ. Escape From New Yoke) — 15 декабря 2022
4. «В джунглях вам не рады» (англ. Unwelcome to the Jungle) — 15 декабря 2022
5. «Лай не на то дерево» (англ. Barking Up The Wrong Tree) — 15 декабря 2022
6. «Положение: плачевное» (англ. Situation: Grim) — 15 декабря 2022
7. «Друг познаётся нигде» (англ. It Takes One to No Place) — 15 декабря 2022
8. «Никакого Арррр в „команде“» (англ. There’s No ARRGH In «Team») — 15 декабря 2022

### 2 сезон
1. «Осторожно, пустота» (англ. Avoid the Void) — 13 июля 2023
2. «Перепалка в Зарослевом лабиринте» (англ. Battle in the Boscage) — 13 июля 2023
3. «Второе дыхание» (англ. Second Wind) — 13 июля 2023
4. «Безвыходная ситуация» (англ. No Way Out) — 13 июля 2023
5. «Безумные решения» (англ. A Madness to Their Methods) — 13 июля 2023
6. «Двойная проблема» (англ. Double Trouble) — 13 июля 2023
7. «Обрушение обрушенного» (англ. Cracking Down) — 13 июля 2023
8. «Шанс призрака» (англ. Ghost of a Chance) — 13 июля 2023

### 3 сезон
1. «Мрачная весточка» (англ. Grim Tidings) — 5 января 2024
2. «Купол, милый купол» (англ. Dome Sweet Dome) — 11 января 2024
3. «Выйти никак» (англ. No Escape) — 11 января 2024
4. «Девять жизней» (англ. Nine’s Lives) — 11 января 2024
5. «Дом, хромой дом» (англ. Home Sick Home) — 11 января 2024
6. «Дьявол кроется под кобурой» (англ. The Devil Is in the Tails) — 11 января 2024
7. «Ну ка, покружись» (англ. From the Top) — 11 января 2024

## В ролях
- Девен Мак
  - Ёж Соник
  - Орбот
  - Кьюбот
  - Соник Хаоса
- Эшли Болл
  - Майлз «Тейлз» Прауэр и его версии
- Брайан Драммонд
  - Доктор Эггман и его версии:
    - Мистер доктор Эггман
    - Доктор Дан Ит
- Адам Нурада
  - Ехидна Наклз
- Шеннон Чан-Кент
  - Эми Роуз и её версии
- Ян Ханлин
  - Ёж Шэдоу
  - Кот Биг и его варианты
- Кадзуми Эванс
  - Летучая мышь Руж и её версии
- Винсент Тонг
  - Версии Наклза
  - Доктор Дип
  - Доктор Дон’т
  - Доктор Бэббл
- Шон Маклафлин
  - Джек

## Производство
О существовании мультсериала впервые стало известно в декабре 2020 года, когда Netflix в своём Twitter объявил о том, что ведётся работа совместно с Sega, WildBrain и Man of Action Entertainment над новым мультсериалом про ежа Соника, выход которого запланирован на 2022 год. Однако через некоторое время этот твит был удалён.
Мультсериал был официально анонсирован 1 февраля 2021 года. В этот же день студия WildBrain опубликовала на своём сайте пресс-релиз, в котором говорилось, что они работают над анимацией самого мультсериала, а также участвуют совместно с Sega в производстве, распространении и лицензировании; в качестве шоураннера и исполнительного продюсера выступит Man of Action Entertainment. Ожидалось, что мультсериал будет состоять из 24 эпизодов и выйдет на сервисе Netflix в 2022 году. Позже SEGASammy заявила, что не ожидают прямой финансовой выгоды от Sonic Prime и мультсериал используется для привлечения внимания к собственности Соника и её многогранному развитию, «укрепляя» её. В марте 2021 года Бетти Квонг (работавший над Ninjago и The Lego Star Wars Holiday Special) и Николас Коул (работавший над Crash Bandicoot 4: It’s About Time и Spyro Reignited Trilogy) сообщили, что они были наняты в качестве дизайнеров для работы над мультсериалом.
27 мая 2021 года, во время презентации Sonic Central, Джо Келли дал краткий синопсис предстоящего мультсериала: «Соник окажется втянутым в скоростное приключение, происходящее через странный и загадочный Шаттерверс. Сонику предстоит спасти вселенную и по пути пережить моменты самопознания и искупления». Позже он заявил, что позже появится больше информации касаемо мультсериала, одной из которых было объяснение появления нового логотипа империи Эггмана позади него. 23 июня 2021 года в портфолио Патрика Хорана, одного из дизайнеров мультсериала, был обнаружен концепт-арт, связанный с Sonic Prime, но вскоре после этого он был удалён. 9 октября 2021 года Дункан Руле заявил в своём Twitter, что в качестве консультанта по мультсериалу был нанят Ян Флинн.
3 мая 2022 года на YouTube-канале Netflix After School был размещён тизер мультсериала. Позже Netflix объявил, что Sonic Prime будет показан 10 июня в рамках мероприятия «Netflix Geeked». Во время этого мероприятия был показан фрагмент, в котором были показаны кот Биг и Фрогги, а также ещё несколько деталей сюжета мультсериала. Также стало известно, что в мультсериале будет представлен «обновлённый актёрский состав», а также Соник, «каким его ещё никогда не видели».
7 июня 2022 года Sonic Prime был вновь представлен на презентации Sonic Central, где был представлен проморолик мультсериала, а также ещё один фрагмент, показывающий, как ёж Шэдоу мчится по Грин Хилл.
8 сентября 2022 года студия WildBrain опубликовала статью, раскрывающую дополнительные подробности сюжета Sonic Prime, а также анонс нескольких рекламных товаров от компании Pocket Money Items (PMI). В статье также подтверждается, что другие компании, такие как Ravensburger и E Plus M, также будут производить товары для продвижения мультсериала.
Издательство IDW Publishing готовит комикс-адаптацию сериала.